# Aldin Skenderović
Aldin Skenderović, né le 28 juin 1997 à Luxembourg au Luxembourg, est un footballeur international luxembourgeois qui joue au poste de défenseur central au FC Swift Hesperange.

## Biographie

### En club

#### FC Differdange 03 (2014-2015)
La carrière du joueur débute au sein du FC Differdange 03, club de BGL Ligue. 
Il dispute son premier match avec son club lors de la 17e journée de championnat face à l'UN Käerjéng 97 (victoire cinq buts à zéro).

#### UT Pétange (2015-2018)
Jouant peu avec son club formateur, le joueur décide de rejoindre l'UT Pétange dès 2015.

#### SV Elversberg (2018-2019)
En 2018, il décide de rejoindre un nouveau pays en s'engageant pour un an (plus une année en option) avec le SV Elversberg, en Allemagne.
Avec son nouveau club, le joueur remporte la Coupe de la Sarre.

#### FC Progrès Niederkorn (2019-2022)
Après son passage dans le pays voisin, le joueur retourne en BGL Ligue au sein du FC Progrès Niederkorn.

#### F91 Dudelange (2022-2023)
En 2022, le joueur rejoint le voisin (et rival) de son ancien club, le F91 Dudelange.

#### FC Swift Hesperange (depuis 2023)
Après un an à Dudelange, il signe un contrat pour rejoindre le FC Swift Hesperange, champion en titre de BGL Ligue.

### En sélection
Jouant régulièrement avec les moins de 19 ans et les espoirs, le joueur dispute son premier match avec le Luxembourg le 31 août 2017 face à la Biélorussie lors des éliminatoires pour la Coupe du monde 2018 (victoire un but à zéro).

## Palmarès
| FC Differdange 03 :                | SV Elversberg (1) :                    | FC Swift Hesperange :                                                       |
| ---------------------------------- | -------------------------------------- | --------------------------------------------------------------------------- |
| - BGL Ligue - Vice-champion : 2015 | - Coupe de la Sarre - Vainqueur : 2018 | - BGL Ligue - Vice-champion : 2024 - Coupe du Luxembourg - Finaliste : 2024 |